# The Monad of Creation
The Monad of Creation - album australijskiego zespołu Mournful Congregation wykonującego  funeral doom metal. Wydany  16 marca 2005 przez wytwórnię Weird Truth Productions.

## Lista utworów
Na albumie znajdują się następujące utwory:
1. "Mother - Water, the Great Sea Wept" - 18:21
2. "As I Drown in Loveless Rain" - 11:21
3. "When the Weeping Dawn Beheld Its Mortal Thirst" - 10:03
4. "The Monad of Creation" - 20:53[1]

## Twórcy
- Adrian Bickle - perkusja
- Justin Hartwig - gitara
- Damon Good - śpiew, gitara basowa, gitara[1]